# Genuksari
Genuksari is een bestuurslaag in het regentschap Semarang van de provincie Midden-Java, Indonesië. Genuksari telt 15.239 inwoners (volkstelling 2010).